# A. J. Pero
Anthony Jude Pero (14 de octubre de 1959 - 20 de marzo de 2015), más conocido como A. J. Pero, fue un baterista estadounidense, conocido por participar en las bandas de heavy metal Twisted Sister y Adrenaline Mob.

## Biografía
A. J. Pero nació el 14 de octubre de 1959 en el distrito neoyorquino de Staten Island. Asistió al colegio secundario St. Peter's Boys High School, aunque lo abandonó porque le obligaron a cortarse el cabello. Luego fue a la New Dorp High School, de la que finalmente se graduó en 1977. Fue inicialmente un baterista de jazz, pero más tarde fue gravitando hacia un estilo musical más pesado, similar al de bandas como Rush y Led Zeppelin.
A. J. trabajó como taxista durante un tiempo, y se unió a Cities, una banda local de Nueva York. Luego se unió a Twisted Sister en 1981, después de verlos tocar en un club y que estos le informaran de que estaban en necesidad de un baterista. A su salida de Twisted Sister en 1986, se reincorporó a Cities. Participó en la reunión de la banda de 1997 y continuó actuando con Twisted Sister hasta su muerte.
También fue miembro de No More Tears, una banda de covers de Ozzy Osbourne, de buen reconocimiento en Staten Island.
En 2007 formó Circle of Thorns junto con el exguitarrista de Cities Steve Mironovich, más conocido como Steve Irons.
En 2011 Pero participó en el álbum de Eric Carr Unfinished Business, tocando la batería en la canción «Elephant Man».
Para el 3 de diciembre de 2013, Pero fue anunciado como el nuevo baterista del supergrupo de heavy metal Adrenaline Mob.
El 11 de marzo de 2015 la banda Four By Fate, conformada por exmiembros del grupo Frehley's Comet, Tod Howarth y John Regan, había roto relaciones con el baterista Stet Howland y el guitarrista Sean Kelly, los cuales fueron reemplazados por el mismo A. J. y por Patrick James, respectivamente.
El 20 de marzo de 2015 se anunció a través de la página de Facebook de Twited Sister que A. J. había fallecido con esta declaración: «Los miembros de Twisted Sister estamos profundamente entristecidos al anunciar el prematuro fallecimiento de nuestro hermano, AJ Pero. La banda, equipo y lo más importante la familia de AJ Pero, dan gracias por sus pensamientos y oraciones en este momento». Se encontraba de gira en ese momento con Adrenaline Mob, viajando desde Baltimore a Poughkeepsie, cuando murió de un ataque al corazón. Tenía 55 años.